# 越前電気
越前電気株式会社（旧字体：越前󠄁電氣株式會社󠄁、えちぜんでんきかぶしきがいしゃ）は、明治末期から昭和戦前期にかけて存在した日本の電力会社である。北陸電力送配電管内にかつて存在した事業者の一つ。
本社は福井県今立郡鯖江町（現・鯖江市）。1909年（明治42年）に開業し、現在の鯖江市・越前市・坂井市・あわら市の地域を中心に電気を供給した。1941年（昭和16年）、日本海電気を中心とする北陸地方の電力会社計12社の新設合併に参加し、北陸合同電気となった。

## 沿革

### 越前電気の開業
1899年（明治32年）5月、福井県最初の電気事業者として福井市にて京都電灯福井支社が開業した。福井県内においては、日露戦争前の段階では同社1社が開業したの過ぎなかったが、戦後の1908年（明治41年）から1911年（明治44年）にかけて敦賀電灯・越前電気・三国電灯の3社が相次いで開業した。
敦賀の敦賀電灯に続いて開業した越前電気株式会社は、1908年2月20日、今立郡鯖江町（現・鯖江市）に設立された。神戸財界主導で設立された敦賀電灯と異なり越前電気は地元資本の会社で、社長には鯖江の福島文右衛門が就いていた。資本金は15万円。電源は出力250キロワットの水力発電所で、今立郡上池田村（現・池田町）持越にて九頭竜川水系足羽川に建設。1909年（明治42年）8月19日に開業し、年末までに鯖江町・南条郡武生町（現・越前市）とその周辺の村へと配電を始めた。
越前電気では、開業後需要が順調に拡大したことから持越発電所の増設工事に着手したが、工事中の1914年（大正3年）1月に失火で既設水車・発電機を焼失してしまった。増設設備が完成して2月には復旧するが、結局設備の交換という形になり発電力増強ができなかった。この対策として翌1915年（大正4年）、鯖江に蒸気タービンを備える渇水期補給用火力発電所（出力200キロワット）を建設している。同年11月、御大典記念と銘打って料金の引き下げならびに金属線電球（発光部分＝フィラメントに炭素線はなく金属線を用いる白熱電球）への全面切り替えを実施。大戦景気で物価が高騰する最中であったことから電灯需要の急増につながった。
さらに1916年（大正5年）7月、持越発電所の再増設完成による発電力引き上げが完成すると、今度は電力供給が急増した。短期間での電灯・電力供給の増加により発電力増強の効果は打ち消され、1917年（大正6年）後半には電力供給の新規申込み受付を中止せざるを得なくなる。1919年（大正8年）12月になり、九頭竜川に大型発電所を建設した北陸電化から1,000キロワットの受電を開始するものの、1920年（大正9年）2月には再び需給が逼迫する状態となった。なお北陸電化からの受電開始に伴って採算が悪化していた鯖江火力発電所は廃止された。

### 三国電灯・武周電力との合併
越前電気に続いて開業した、福井県で4番目の電気事業者である三国電灯株式会社は、1910年（明治43年）5月18日、県北部の坂井郡三国町（現・坂井市）に設立された。社長となった橋本利助をはじめ三国町内在住者だけで発起されたもので、石川県小松町にて小松電気が開業したのに触発されて計画が進められた。開業は翌1911年4月1日。当初の電源は小松電気と同じく、燃料を不完全燃焼させて燃料ガスを発生させるガス発生装置と、その燃料ガスを吸入して作動するガス機関を組み合わせた「吸入式ガス発動機」という機械を原動機とする、小規模な火力発電所（出力84キロワット）を導入していた。
三国電灯では1913年（大正2年）に水力発電所建設を決定、2年後の1915年7月竹田川に出力125キロワットの川上発電所を完成させた。水力発電所建設に伴い供給区域が拡大され、同年12月には御大典記念として料金引き下げも実施された。さらに大戦景気も重なり、三国電灯の供給実績は短期間で急増し、供給余力がなくなった。その対策として1919年に武周電力との間で受電契約を締結している。
その武周電力株式会社は、1916年8月に丹生郡朝日村（現・越前町）に設立された電力会社である。武周ヶ池の吐き口を高さ17メートル・長さ100メートルの堰堤で締切り、池の水を1.7キロメートルの水路で日本海の蒲生海岸まで導いて270メートルという高落差を得て発電する、という蒲生発電所の建設を進め、1919年9月に開業した。発電所出力は600キロワットで、丹生郡内の15村に供給したほか半分の300キロワットを三国電灯へと送電していた。
1910年から越前電気社長を務める森広三郎は、1924年（大正13年）になって三国電灯の社長にも就任した。また同年、越前電気は武周電力の筆頭株主となった。こうした準備を経て翌1925年（大正14年）9月30日、（旧）越前電気・三国電灯・武周電力3社の新設合併により新たな越前電気株式会社が発足した。新会社の資本金は300万円（1928年の増資以降500万円）。本社は引き続き鯖江町に置かれた。

### 合併後の動向
合併後、1926年（大正15年）3月に大味川発電所（出力160キロワット）、1929年（昭和4年）7月足羽川白粟発電所（出力400キロワット）がそれぞれ運転を開始した。またその間の1928年（昭和3年）7月には日野川にある第二日野川発電所（出力300キロワット）を河野水電から譲り受けた。この発電所は前年1月に京都電灯系の南越電気によって建てられたが、年内に河野水電に渡っていた。以上により発電所は水力計6か所となり、総発電力は2,710キロワットとなった。
続いて1931年（昭和6年）12月、傍系会社の日野川水力電気を合併した。同社は1918年11月、南条郡今庄村（現・南越前町）にて地元有志と越前電気社長森広三郎によって設立。越前電気からの受電によって1920年5月に開業し、今立村などに供給していた。これに続く合併は1937年（昭和12年）4月のことで、今度は上で触れた河野水電を合併した。同社は1920年2月福井市に設立。翌年2月に開業し、出力50キロワットの三ノ瀬発電所と越前電気からの受電によって南条郡河野村を中心に供給していた。
越前電気の供給実績は1930年代にも大きく伸長した。これは1930年代初頭から供給区域内の農村部で広く営まれていた織物業が活性化したためで、電動機の利用増加（小口電力の供給増）と農村部の電灯普及という効果をもたらした。1938年（昭和13年）11月末時点における供給成績は、電灯需要家4万5201戸・取付灯数17万6773灯、小口電力供給6,173キロワット、大口電力供給1,960キロワット、電熱その他417キロワットであった。なお大口電力の供給先には福武電気鉄道・鯖浦電気鉄道や西野製紙所などがあった。この間、既設発電所の出力増はあったが発電所の新設は一切行われなかったため、需要増加は大同電力からの受電増によって対処していた。

### 北陸合同電気への参加
福井県における大手電気事業者である京都電灯は、1920年代に福井電力・大正電気・南越電気という県内の小規模事業者3社の株式を買収して傘下に収めていたが、逓信省の事業者整理の方針に従って1940年（昭和15年）4月にこの3社より事業を譲り受けた。京都電灯はさらに福井県内の事業統合を進めるべく傘下ではない越前電気の合併も推し進め、同年7月、合併契約を締結した。しかし名古屋逓信局の反対があり、半年後の12月1日付で合併契約は解消された。
この京都電灯の動きとは別に、日本海電気（富山県）の主唱により北陸地方の電気事業を自主統合しようという動きが当時進行中であった。名古屋逓信局もこの再編を推奨しており、その結果、日本海電気・高岡電灯・金沢電気軌道・小松電気・大聖寺川水電・越前電気の6社に各社の関係会社6社をあわせた合計12社の合併が取り決められた。1941年（昭和16年）3月10日に合併契約調印、3月29日株主総会にて合併・解散決議と手続きは進められ、8月1日新会社北陸合同電気株式会社発足に至った。この新設合併に伴い越前電気を含む旧会社12社は解散した。

### 年表
- 1908年（明治41年）
  - 2月20日 - 越前電気株式会社設立。
- 1909年（明治42年）
  - 8月19日 - 越前電気開業。持越発電所運転開始。
- 1910年（明治43年）
  - 5月18日 - 三国電灯株式会社設立。
- 1911年（明治44年）
  - 4月1日 - 三国電灯開業。
- 1915年（大正4年）
  - 7月24日 - 三国電灯川上発電所運転開始。
- 1916年（大正5年）
  - 8月 - 越前電気鯖江発電所運転開始。
  - 8月24日 - 武周電力株式会社設立。
- 1918年（大正7年）
  - 11月2日 - 越前電気の傍系会社として日野川水力電気株式会社設立。
- 1920年（大正9年）
  - 2月 - 河野水電株式会社設立。
  - 4月17日 - 越前電気鯖江発電所廃止。
  - 5月6日 - 日野川水力電気開業。
  - 9月8日 - 武周電力開業。蒲生発電所運転開始。
- 1921年（大正10年）
  - 2月22日 - 河野水電開業。
- 1925年（大正14年）
  - 9月30日 - 越前電気・三国電灯・武周電力の合併で新たに越前電気株式会社設立。
- 1926年（大正15年）
  - 3月 - 越前電気大味川発電所運転開始。
- 1928年（昭和3年）
  - 7月10日 - 河野水電、前年に南越電気より譲り受けた第二日野川発電所を越前電気へ譲渡。
- 1929年（昭和4年）
  - 7月12日 - 越前電気白粟発電所運転開始。
- 1931年（昭和6年）
  - 12月27日 - 越前電気が日野川水力電気を合併。
- 1937年（昭和12年）
  - 4月1日 - 越前電気が河野水電を合併。
- 1941年（昭和16年）
  - 3月10日 - 越前電気を含む北陸3県の12事業者で合併契約を締結。
  - 8月1日 - 北陸合同電気株式会社設立。越前電気は解散。
- 1942年（昭和17年）
  - 4月1日 - 北陸合同電気・京都電灯・日本電力の3社と金沢市営電気供給事業の出資・統合により北陸配電設立。

## 供給区域一覧
1937年（昭和12年）12月末時点における越前電気の電灯・電力供給区域は以下の通り。
| 福井県            | 福井県 |
| ----------------- | --- |
| 今立郡 （17町村） | 河和田村を除く郡内全町村（現・鯖江市・越前市・池田町）、 ただし片上村の一部も除く |
| 丹生郡 （18村）   | 立待村・吉川村・豊村（現・鯖江市）、 吉野村・大虫村・白山村（現・越前市）、 朝日村・常磐村・糸生村・萩野村・織田村・宮崎村・城崎村・四ヶ浦村（現・越前町）、 下岬村・越廼村・殿下村・国見村（現・福井市）                 |
| 南条郡 （13町村） | 郡内全町村（現・越前市・南越前町） |
| 足羽郡 （1村）    | 上宇坂村（一部）（現・福井市） |
| 大野郡 （2村）    | 下味見村・上味見村（現・福井市） |
| 坂井郡 （19町村） | 三国町・加戸村・雄島村・新保村・木部村・大関村・兵庫村・東十郷村（一部）・大石村（一部）・長畝村（一部）・竹田村（現・坂井市）、 金津町・伊井村・細呂木村・坪江村・剣岳村・北潟村（一部）・芦原町・本荘村（現・あわら市） |
| 石川県            | |
| 江沼郡 （1村）    | 西谷村（一部）（現・加賀市） |

## 発電所一覧
越前電気が運転していた発電所は以下の通り。すべて福井県内に位置する。
| 発電所名   | 種別   | 出力 (kW)          | 所在地・河川名                                              | 運転開始      | 備考                                  |
| ---------- | ------ | ------------------ | ----------------------------------------------------------- | ------------- | ------------------------------------- |
| 持越       | 水力   | 130 →250 →500 →750 | 今立郡上池田村（現・池田町） （河川名：九頭竜川水系足羽川） | 1909年8月     | 現・北電持越発電所                    |
| 白粟       | 水力   | 400 →500           | 今立郡下池田村（現・池田町） （河川名：九頭竜川水系足羽川） | 1929年7月     | 現・北電白粟発電所                    |
| 第二日野川 | 水力   | 300                | 南条郡湯尾村（現・南越前町） （河川名：九頭竜川水系日野川） | （1927年1月） | 前所有者：河野水電 （1973年10月廃止） |
| 川上       | 水力   | 125 →210           | 坂井郡長畝村（現・坂井市） （河川名：九頭竜川水系竹田川）   | （1915年7月） | 前所有者：三国電灯 （1969年10月廃止） |
| 蒲生       | 水力   | 600 →1,100 →1,600  | 丹生郡越廼村（現・福井市） （河川名：武周ヶ池）             | （1920年9月） | 前所有者：武周電力 現・北電蒲生発電所 |
| 大味川     | 水力   | 160 →200           | 丹生郡殿下村（現・福井市） （河川名：大味川）               | 1926年3月     | （1972年5月廃止）                     |
| 三ノ瀬     | 水力   | 50                 | 南条郡河野村（現・南越前町） （河川名：河野川）             | （1921年2月） | 前所有者：河野水電 （1956年12月廃止） |
| 鯖江       | 汽力   | 200                | 今立郡新横江村東鯖江（現・鯖江市）                          | 1915年8月     | 1920年4月廃止                         |
| 汐見       | ガス力 | 84                 | 坂井郡三国町汐見（現・坂井市）                              | （1911年3月） | 三国電灯が運転 1919年11月廃止         |

上記のうち廃止されていない3か所の水力発電所は北陸合同電気に移管され、1942年4月以降は北陸配電に帰属した。その後は1951年5月の電気事業再編成にていずれも北陸電力に継承されている。